# Gadencourt
Gadencourt – miejscowość i gmina we Francji, w regionie Normandia, w departamencie Eure.
Według danych na rok 1990 gminę zamieszkiwało 280 osób, a gęstość zaludnienia wynosiła 72 osoby/km² (wśród 1421 gmin Górnej Normandii Gadencourt plasuje się na 631. miejscu pod względem liczby ludności, natomiast pod względem powierzchni na miejscu 779).